# Çiftlikköy, Yığılca
Çiftlik là một xã thuộc huyện Yığılca, tỉnh Düzce, Thổ Nhĩ Kỳ. Dân số thời điểm năm 2010 là 121 người.